# Samuel Hunter
Samuel George Ridley Hunter (21 de agosto de 1894 — 1976) foi um ciclista britânico. Representou o Reino Unido em dois eventos nos Jogos Olímpicos de Paris em 1924.